# به دریا رفتن
به دریا رفتن (به انگلیسی: Going Overboard) فیلمی محصول سال ۱۹۸۹ و به کارگردانی والری بریمن است. در این فیلم بازیگرانی همچون آدام سندلر، برت یانگ، آلن کاورت، بیلی زین، تری مور، میلتون برل، بیلی باب تورنتون، استیون بریل، پیتر برگ و آدام ریفکین ایفای نقش کرده‌اند.